# Базла
Базла́ (фр. Bazelat, окс. Balasac) — коммуна во Франции, находится в регионе Лимузен. Департамент коммуны — Крёз. Входит в состав кантона Ла-Сутеррен. Округ коммуны — Гере.
Код INSEE коммуны — 23018.

## Население
Население коммуны на 2010 год составляло 297 человек.
| 1962 | 1968 | 1975 | 1982 | 1990 | 1999 | 2010 |
| ---- | ---- | ---- | ---- | ---- | ---- | ---- |
| 582  | 492  | 429  | 373  | 303  | 286  | 297  |

## Экономика
В 2010 году среди 156 человек трудоспособного возраста (15—64 лет) 106 были экономически активными, 50 — неактивными (показатель активности — 67,9 %, в 1999 году было 64,1 %). Из 106 активных жителей работали 96 человек (55 мужчин и 41 женщина), безработных было 10 (5 мужчин и 5 женщин). Среди 50 неактивных 13 человек были учениками или студентами, 27 — пенсионерами, 10 были неактивными по другим причинам.